# MuteMath (album)
MUTEMATH – pierwszy album studyjny amerykańskiego zespołu MUTEMATH. Wydany 19 stycznia 2006 r.

## Lista utworów
Wersja Teleprompt
1. "Collapse" – 1:12
2. "Typical" – 4:12
3. "After We Have Left Our Homes" – 1:14
4. "Chaos" (Mutemath, Adam LaClave) – 4:54
5. "Noticed" – 4:25
6. "Without It" (Mutemath, LaClave) – 4:57
7. "Polite" – 1:22
8. "Stare at the Sun" – 4:33
9. "Obsolete" – 4:32
10. "Break the Same" – 7:22
11. "You Are Mine" (Mutemath, Dave Rumsey) – 6:08
12. "Picture" – 5:21
13. "Stall Out" – 7:05

Wersja Warner Bros.
1. "Collapse" – 1:13
2. "Typical" – 4:12
3. "After We Have Left Our Homes" – 1:14
4. "Chaos" – 4:54
5. "Noticed" – 4:29
6. "Plan B" – 4:46
7. "Stare at the Sun" – 4:33
8. "Obsolete" – 4:30
9. "Break the Same" – 6:00
10. "You Are Mine" – 4:43
11. "Control" (Meany, King, LaClave) – 4:39
12. "Picture" – 5:26
13. "Stall Out" – 7:10
14. "Reset" – 5:25